# Françoise Lebrun
Françoise Lebrun (18 agosto 1944) è un'attrice francese, nota soprattutto per il ruolo di Veronika ne La Maman et la Putain (1973) di Jean Eustache, di cui è stata compagna alla fine degli anni sessanta.

## Filmografia

### Cinema
- La Maman et la Putain, regia di Jean Eustache (1973)
- India Song, regia di Marguerite Duras (1975)
- Trous de mémoire, regia di Paul Vecchiali (1985)
- Per scherzo (Pour rire!), regia di Lucas Belvaux (1997)
- Lo scafandro e la farfalla (Le Scaphandre et le Papillon), regia di Julian Schnabel (2007)
- La Clef, regia di Guillaume Nicloux (2007)
- Séraphine, regia di Martin Provost (2008)
- Julie & Julia, regia di Nora Ephron (2009)
- ID A, regia di Christian E. Christiansen (2011)
- La religiosa (La Religieuse), regia di Guillaume Nicloux (2013)
- I miei giorni più belli (Trois souvenirs de ma jeunesse), regia di Arnaud Desplechin (2016)
- La Jeune Fille sans mains, regia di Sébastien Laudenbach (2016) - voce
- Ma vie avec James Dean, regia di Dominique Choisy (2018)
- Vortex, regia di Gaspar Noé (2021)
- Il libro delle soluzioni (Le Livre des solutions), regia di Michel Gondry (2023)

### Televisione
- Black Earth Rising – serie TV, episodi 1x02-1x03 (2018)
- La mitomane (Mytho) – serie TV, 6 episodi (2019)

## Riconoscimenti
- Premio Lumière
  - 2023 – Candidatura alla migliore attrice per Vortex

## Doppiatrici italiane
Nelle versioni in italiano dei suoi film, Françoise Lebrun è stata doppiata da:
- Vittoria Febbi in La religiosa
- Renata Bertolas in Séraphine